# Krigsåret 2016

## Pågående krig
- Irakiska inbördeskriget (2011–, se även Islamiska staten)
- Konflikten i östra Ukraina 2014–
- Syriska inbördeskriget (2011–, se även Islamiska staten)
- Andra libyska inbördeskriget 2014-
- Inbördeskriget i Jemen 2015-
- Darfurkonflikten (2003-)

## Händelser
- 1 januari - Från inbördeskrigets Syrien meddelas att cirka 40 000 personer svälter i belägrade Madaya.[1]

## Avlidna
- 19 juni – Victor Stănculescu, 88, rumänsk general.[2]
- 12 juli – Goran Hadžić, 57, kroatienserbisk politiker och åtalad krigsförbrytare.[3]
- 18 augusti – John W. Vessey, 94, amerikansk general, försvarschef 1982–1985.[4]

### Fotnoter
1. ↑  Laura Pitel (1 januari 2016). ”War in Syria: Up to 40,000 civilians are starving in besieged Madaya, say campaigners” (på engelska). Independent. http://www.independent.co.uk/news/world/middle-east/war-in-syria-up-to-40000-civilians-are-starving-in-besieged-madaya-say-campaigners-a6793386.html. Läst 2 januari 2016.
2. ↑  Generalul Victor Atanasie Stănculescu a murit într-un azil (rumänska)
3. ↑  ”Former rebel Serb leader Goran Hadzic dies at 58”. Arkiverad från originalet den 14 juli 2016. https://web.archive.org/web/20160714153546/http://www.sfchronicle.com/news/article/Former-rebel-Serb-leader-Goran-Hadzic-dies-at-58-8355172.php. Läst 14 juli 2016.
4. ↑  John W. Vessey Jr., Who Was Chairman of Joint Chiefs, Dies at 94